# Batracharta obliqua
Batracharta obliqua là một loài bướm đêm trong họ Noctuidae.